# 米科拉伊夫卡 (茲韋尼霍羅德卡區)
49°26′36″N 31°1′53″E / 49.44333°N 31.03139°E
米科拉伊夫卡（烏克蘭語：Миколаївка）是位於烏克蘭中部的村莊，由切爾卡瑟州裡茲韋尼霍羅德卡區的斯泰布利夫市鎮負責管轄。該村面積1.55平方公里，海拔高度132米，2001年人口269，人口密度每平方公里174人。